# Tupaia de les illes Calamian
La tupaia de les illes Calamian (Tupaia moellendorffi) és una espècie de tupaia de la família dels tupàids. És originària de les illes Busuanga, Culion i Cuyo de les Filipines. A cada illa n'hi ha una subespècie diferent: T. m. moellendorffi a Culion, T. m. cuyonis a Cuyo i T. m. busungae a Busuanga. Aquesta espècie fou antigament considerada una subespècie de la tupaia de Palawan (Tupaia palawanensis), però el 2005 se les separà, de moment de manera provisional.